# Stillwater (musikgrupp)
Stillwater var ett amerikanskt rockband från Warner Robins i Georgia. Bandet existerade från 1973 till 1982 och släppte två album på Capricorn Records. Det första albumet Stillwater släpptes 1977 och innehöll singeln "Mind Bender" och det andra albumet I Reserve the Right! släpptes 1979. Gruppens stil var southern rock med inslag av folkmusik. De öppnade för band som Atlanta Rhythm Section och Charlie Daniels band. Gruppen bröt upp strax efter förlusten av Capricorn Records. De återförenades tillfälligt 1996-1997 och släppte albumet Running Free med trummisen David Heck 1997.
Samlingsalbumet Recycled utgavs 2006.
Detta rockband skall ej förväxlas med det fiktiva rockbandet med samma namn från filmen Almost Famous.

## Medlemmar
- Michael Causey – gitarr (1973–1982, 1996–1997)
- Rob Roy Walker – gitarr (1973–1982, 1996–1997)
- Bobby Golden – gitarr, sång (1973–1982, 1996–1997)
- Allison Scarborough – basgitarr, sång (1973–1982, 1996–1997)
- Bob Spearman – keyboard, sång (1973–1982, 1996–1997)
- Jimmy Hall – slagverk, sång (inte samma Jimmy Hall som spelade i Wet Willie) (1973–1982, 1996–1997)
- Sebie Lacey – trummor, sång (1973–1982)
- David Heck – trummor (1996–1997)

## Diskografi
Album
- 1977 – Stillwater
- 1979 – I Reserve the Right!
- 1998 – Runnin' Free
- 2006 – Recycled

Singlar
- 1977 – "Mind Bender" / "Sunshine Blues"
- 1978 – "I Reserve the Right" / "Fair Warning"